# Tornado de la Habana EF4 (2019)
El tornado de la Habana EF4 tuvo lugar en la noche del 27 de enero de 2019, a las 20:20 CST. Fue un tornado inusualmente violento y destructivo que arrasó la capital cubana, La Habana. Derribó árboles y postes de electricidad, destruyó autos y envió escombros a su paso por la ciudad. Según el Instituto de Meteorología de Cuba, el tornado fue producido por un frente frío que azotó la costa norte del país. Al menos ocho personas fallecieron y más de 190 resultaron heridas.

## Antecedentes
Los tornados en Cuba no son una ocurrencia rara ya que la isla ha sido golpeada antes en su historia; el primer tornado filmado se localizó en Cuba en 1933. Muchos de los tornados de Cuba tienen clasificaciones de intensidad de F0 a F2 en la escala de Fujita. Sin embargo, se han observado cinco tornados EF3 y cuatro EF4.

### Tornado
A las 20:20 hora local, se formó un vórtice de tornado cerca del Casino Deportivo, en el municipio Cerro. Viajó generalmente de este a noreste en un camino de aproximadamente 20 km (12 millas) de largo. El tornado viajó a una velocidad de 46 km/h (29 mph) con vientos de aproximadamente 298 km/h (185 mph) Aproximadamente a las 20:46 hora local, el tornado ingresó al Golfo de México a través de Celimar en Habana del Este. En ese momento, el tornado se había debilitado significativamente y se estaba disipando. Inicialmente, el ancho del vórtice era de 20 m (66 pies) de diámetro, pero aumentó a 200 m (660 pies) a lo largo de la mayor parte de su trayectoria. El Instituto de Meteorología de Cuba le asignó una calificación oficial de EF4 en la escala Fujita mejorada, lo que lo convierte en el primer tornado F4 o EF4 en Cuba desde 1999 con los Tornados de Cruces y Pedroso.

## Impacto
El tornado infligió los mayores daños en las partes central y oriental de La Habana, donde numerosas casas y negocios bien construidos de mampostería resultaron dañados o destruidos. Los edificios con estructura de hormigón sufrieron importantes daños estructurales y los automóviles fueron arrojados o aplastados bajo los escombros. Los municipios más afectados fueron Diez de Octubre, Cerro, Guanabacoa, Regla y San Miguel del Padrón. Al menos 1.238 de las 4.800 viviendas afectadas sufrieron daños graves, 500 totalmente destruidas y 757 parcialmente. Al menos 224 viviendas habían perdido completamente su techo y 124 habían perdido parte del mismo. Diecinueve infraestructuras médicas sufrieron grandes daños, incluidos policlínicos, clínicas de medicina general, residencias de ancianos y farmacias. El Hospital Docente de Obstetricia y Ginecología sufrió los peores daños. Otro hospital; el Hospital Materno Hijas de Galicia también resultó dañado y hubo que evacuar a pacientes y personal. Ochenta escuelas también se vieron afectadas estructuralmente. Muchos edificios escolares sufrieron daños estructurales en techos y paredes. Otras 21 guarderías sufrieron daños y numerosos árboles y postes de electricidad se rompieron a lo largo del camino.

## Damnificados
Los primeros informes del presidente Miguel Díaz-Canel dijeron que hubo tres muertos y 172 heridos en una publicación de Twitter. Más tarde, según Reuters, ocho personas murieron y más de 190 resultaron heridas. Diez personas sufrieron heridas mortales. Entre las víctimas mortales se encontraba una mujer de 54 años que murió cuando el tornado atravesó su casa mientras buscaba un refugio para esconderse. Otro hombre murió cuando su casa se derrumbó sobre él. Dos personas inicialmente hospitalizadas también sucumbieron a sus heridas. La Oficina de Coordinación de Asuntos Humanitarios de las Naciones Unidas y la sede de la ONU en Cuba informaron que 253.682 personas fueron afectadas directamente por el destructivo tornado, con 80.000 personas en el camino directo. De las 9.937 personas evacuadas, al menos 9.413 vivían en casas de amigos y familiares, mientras que 524 fueron ubicadas en refugios del gobierno. Más de 144.000 residentes no tuvieron acceso a la electricidad después del desastre; algunos aún permanecían sin electricidad.

## Respuesta
Las operaciones de rescate y recuperación comenzaron inmediatamente después del tornado. El 27 de enero, a las 20:00 horas, el Presidente Bermúdez convocó una reunión con el Consejo de Ministros para analizar los avances en las labores de recuperación. Fue informado por los ministros de los daños y víctimas en las zonas afectadas. Las empresas privadas también participaron en la provisión y distribución de necesidades básicas, como ropa y alimentos, a las personas necesitadas. Varios artistas musicales organizaron conciertos benéficos y entregaron personalmente ayudas a los afectados.